# Dinema polybulbon
Dinema polybulbon – gatunek roślin z monotypowego rodzaju Dinema z rodziny storczykowatych (Orchidaceae). Rośliny występują w Ameryce Środkowej w takich krajach i regionach jak: Belize, Kuba, Salwador, Gwatemala, Honduras, Jamajka, Meksyk, Nikaragua, Panama, Windward Islands
.

## Systematyka
Gatunek sklasyfikowany do podplemienia Laeliinae w plemieniu Epidendreae, podrodzina epidendronowe (Epidendroideae), rodzina storczykowate (Orchidaceae), rząd szparagowce (Asparagales) w obrębie roślin jednoliściennych.